# بودغوريتسا (سيونيتسا)
بودغوريتسا (بالسلوفينية: Podgorica) تعتبر مستوطنة متناثرة في بلدية سيونيتسا (بالسلوفينية: Sevnica) في وسط شرقي سلوفينيا.
تقع القرية على منحدر جبل ليسكا ذي 948 مترا (3110 قدما) شمالي سيونيتسا في منطقة ستيريا التاريخية. وتنتمي إلى المنطقة الإحصائية بسافا السفلى.